# Żywiciel (film)
Żywiciel (ang. The Breadwinner) – film animowany z 2017 roku w reżyserii Nory Twomey, która pracowała wcześniej przy Sekretach morza i Sekrecie księgi z Kells. Film został zrealizowany przez irlandzkie studio Cartoon Saloon, we współpracy z kanadyjskim Aircraft Pictures i luksemburskim Mélusine Productions.

## Fabuła
Parvana to młoda dziewczyna żyjąca w Kabulu w Afganistanie, pod kontrolą talibów. Jej ojciec Nurullah, który był nauczycielem, został osłabiony podczas wojny sowiecko-afgańskiej i stał się domokrążcą. Pewnego dnia zostaje niesprawiedliwie aresztowany przez niestabilnego młodego członka talibów, Idrees, który uważa, że obraził go, gdy sprzedawał towary na rynku. Rodzina Parvany zostaje pozostawiona bez dorosłego mężczyzny, a zatem i bez środków na utrzymanie rodziny, ponieważ nie wolno im wychodzić bez męskiego krewnego. Po tym, jak Parvana bezskutecznie próbuje zdobyć jedzenie, wychodząc jako dziewczynka, postanawia przebrać się za chłopca i udawać siostrzeńca Nurullaha, Aatisha, aby wesprzeć rodzinę. Po powrocie do domu Parvana często zabawia Zakiego, jej młodszego brata, opowiadając historię młodego człowieka w podróży, aby odzyskać ziarna skradzione przez złego Króla-Słonia.

## Obsada[1]
- Saara Chaudry - Parvana
- Soma Chhaya - Shauzia
- Noorin Gulamgaus - Idrees
- Ali Badshah - Nurullah
- Shaista Latif - Soraya
- Kawa Ada - Razaq
- Ali Kazmi - Darya
- Kanza Feris - Czarownica

## Dystrybucja
Premiera odbyła się 8 września 2017 roku na MFF w Toronto. Później został wyświetlony na  Festiwalu Filmowym w Londynie. Na ekranach amerykańskich kin obraz pojawił się 17 listopada 2017.
W Polsce film był dostępny na platformie Netflix.

## Odbiór
Żywiciel spotkał się z pozytywną reakcją krytyków. na serwisie Rotten Tomatoes 95% ze 105 recenzji jest pozytywne, a średnia ocen wystawionych na ich podstawie wyniosła 7,9/10. Krytycy docenili zarówno jego warstwę wizualną, jak i fabularną.

## Nagrody
Obraz był nominowany do Oscara za najlepszy film animowany. Był również nominowany m.in. do Złotego Globu i Satelity. Zdobył statuetkę Annie za najlepszy pełnometrażowy niezależny film animowany.